# Cathy Louët
Caty Louette eller Cathy Louët, född 1713, död efter 1776, var en fransk-afrikansk signara och affärsidkare.  Hon tillhör de första av de berömda afrofranska så kallade signarorna på ön Gorée utanför Franska Senegal. 

## Biografi
Caty Louette var dotter till fransmannen Nicolas Louët, en anställd vid ostindiska kompaniet på Gorée, och signaran Caty de Rufisque. Hennes mor var den kanske första signaran som finns omnämnd, men hennes identitet är diffus. Caty Louette gifte sig med Pierre Aussenac de Carcassone, anställd vid ostindiska kompaniet på Gorée.  
Hon beskrivs som en betydande gestalt i slavhandeln på Gorée och var tidvis dess rikaste slavägare. Hon kunde också läsa och skriva, något som var ovanligt på Gorée. Hon beskrivs som öns rikaste kvinna, och ägde 68 slavar år 1767.  Hon uppförde år 1756 det första stora bevarade europeiska stenhuset av de många som Gorée blev kända för på 1700-talet.  